# Isabella (schilderij van Millais)

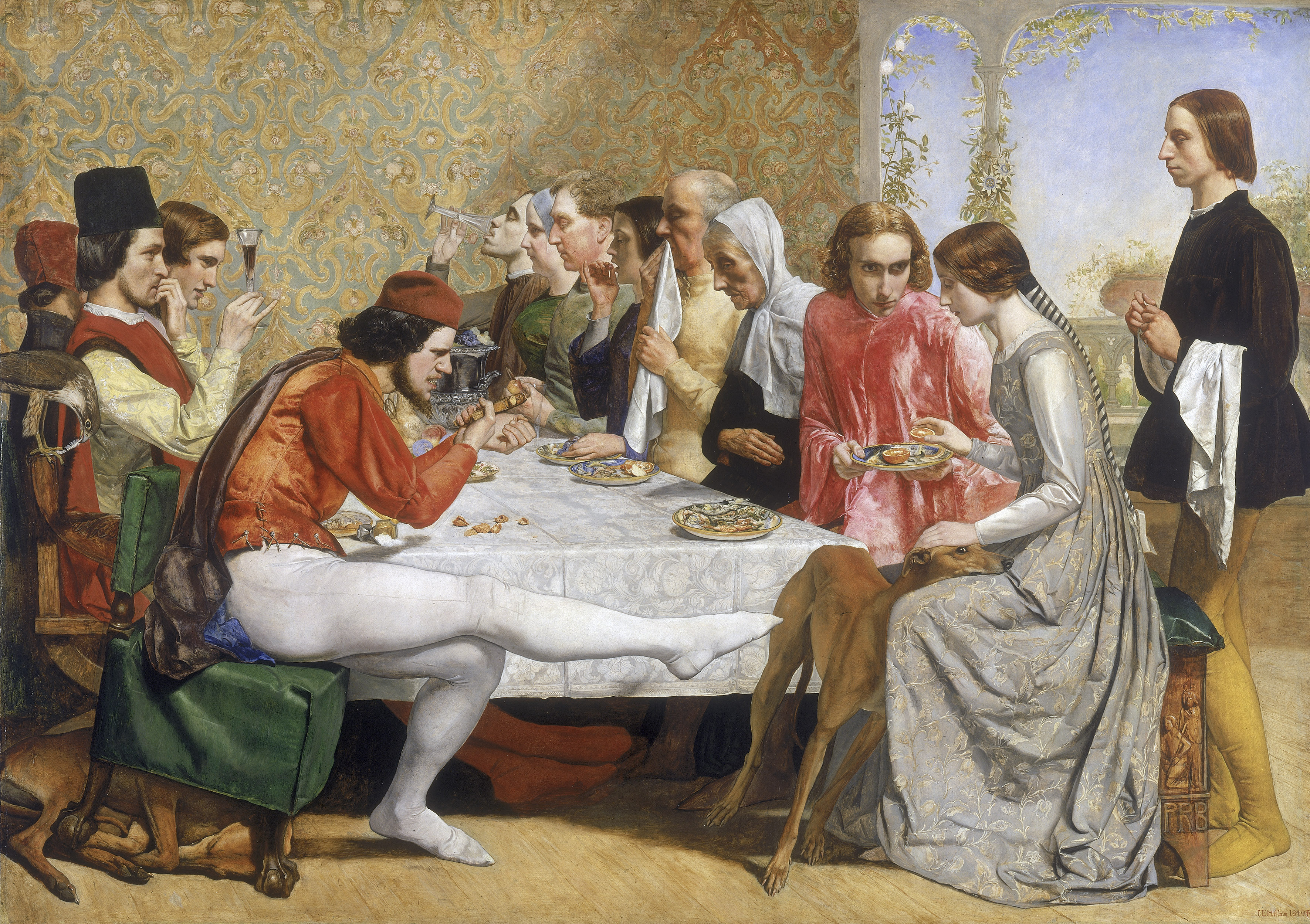
Lorenzo and Isabella door John Everett Millais (1849). Olieverf op doek. Afmetingen: 103 x 142.8 cm. Signatuur: "JE Millais 1849 PRB". Walker Art Gallery, Liverpool.

Isabella, ook bekend als Lorenzo and Isabella, is een schilderij van de Engelse kunstschilder en illustrator John Everett Millais. Het is zijn eerste werk in de prerafaëlische stijl, gemaakt kort na de vorming van de prerafaëlieten in het voorgaande jaar. Het werd voor het eerst tentoongesteld in de Royal Academy in 1849, en bevindt zich nu in de collectie van de Walker Art Gallery in Liverpool.

## Onderwerp
Het schilderij toont een episode uit John Keats' gedicht Isabella, or The Pot of Basil, over de relatie tussen Isabella, de zuster van rijke middeleeuwse kooplieden, en Lorenzo, een leerjongen van Isabella's broers. Het beeldt het moment uit waarop haar broers beseffen dat er een romance tussen de twee jonge mensen gaande is, en ze een aanslag beramen op Lorenzo's leven, zodat ze Isabella kunnen uithuwelijken aan een rijke edelman. Op het schilderij is te zien dat de gedoemde Lorenzo haar een doorgesneden bloedsinaasappel aanbiedt, een symbool voor iemand die net onthoofd is. De broers zullen hem vermoorden en zijn lichaam begraven. Na de verdwijning van haar geliefde kwijnt Isabella weg. Op een nacht ziet ze in een visioen waar haar broers hem vermoord en begraven hebben. Ze graaft Lorenzo's lichaam op, onthoofdt hem en begraaft zijn hoofd in een bloempot, waarin ze basilicum zaait. Ze koestert de pot en door haar tranen groeit de basilicum. De broers ontdekken echter haar geheim en gaan er met de pot basilicum vandoor. Kort daarop sterft de jonge vrouw van verdriet.

## Modellen
Verschillende vrienden en familieleden van Millais stonden model voor de figuren in het schilderij. Zo poseerde Mrs. Hodgkinson, de vrouw van zijn halfbroer, voor Isabella en William Michael Rossetti (1829-1919) voor Lorenzo, maar dan wel met blond haar. Millais' vader moest zijn baard afscheren om model te kunnen staan voor de man die zijn mond afveegt met een servet. Millais vriend en collega Dante Gabriel Rossetti (1828-1882) poseerde voor de man aan het uiteinde van de tafel, die uit een langwerpig glas drinkt. Voor de dienaar stond een student met de naam Plass model., en Jack Harris, een kameraad en oudere studiegenoot van Millais, poseerde als de broer van Isabella die naar de hond schopt. Aan de linkerkant staat een broer die naar zijn wijnglas kijkt, en waarvoor Frederic George Stephens (1828-1907) poseerde. Naast hem zit een man waarin de schilder Walter Howell Deverell (1827-1854) te herkennen valt.

De informatie over de kledij van de middeleeuwse figuren haalde de kunstenaar uit het geïllustreerde Costumes Historiques van Camille Bonnard. De majolicaborden op tafel baseerde Millais op originele borden uit de 15e eeuw.

## Iconografie
Het schilderij bevat een aantal voortekens van de tragedie, die zal plaatsvinden. Een van de broers kraakt een noot, terwijl hij boos naar de hond van Isabella schopt. Zijn eigen hond ligt rustig te slapen onder zijn stoel. Honden worden vaak gebruikt als symbool van trouw. Op de tafel is zout gemorst, een symbool voor het bloed dat later zal worden verspild. Het zout ligt in de schaduw van de arm van de voorste broer, wat hem meteen koppelt aan het toekomstige bloedvergieten. Op de rugleuning van de stoel aan de linkerkant zit een havik met een witte veer van een duif in zijn snavel, een hint naar het dreigende geweld. De duif is een traditioneel symbool van vrede. Ook op de majolicaborden op tafel staan gewelddadige taferelen.
De hoofden van de geliefden worden in de achtergrond verbonden door een boog. Rond de paal achter het hoofd van Isabella groeien passiebloemen, een symbool van haar liefde voor Lorenzo. De witte rozen achter Lorenzo wijzen op zijn oprechte genegenheid voor haar. De geliefden delen een doorgesneden bloedsinaasappel, een symbool voor iemand die net onthoofd is. De pot met kruiden op de achtergrond is een hint naar het vervolg van het verhaal. Op de basis van de stoel van Isabella staat een gravure van een knielende figuur met daaronder de initialen van de prerafaëlieten: "PRB".

## Compositie
Millais heeft bewust geprobeerd het perspectief te vervormen. Hij wilde de geringe diepte reproduceren, die de prerafaëlieten zo bewonderden in de vroege Italiaanse schilderijen. Aan de rechterkant is de tafel van voor naar achter ongeveer anderhalve meter lang. De zeven mensen die daar zitten hebben op zijn minst een tafel nodig die twee keer zo lang is. De figuren zijn met opzet afgevlakt en lijken wel samengeperst als overlappende speelkaarten. Behalve Lorenzo zijn alle figuren in profiel geschilderd, wat doet denken aan portretten uit de renaissance. Iedere figuur is bovendien met evenveel precisie afgebeeld. Nog een ruimtelijke vervorming is te zien in de boog op de achtergrond, die de hoofden van de twee geliefden verenigt. Millais heeft er bewust voor gekozen de pilaar boven het hoofd van Isabella niet te laten wijken in de ruimte, om de symboliek van deze boog te behouden.
De clair-obscur, een manier van schilderen waarbij vooral met licht- en donkereffecten wordt gewerkt, wordt zo goed als helemaal weggelaten en de intensiteit van de naast elkaar voorkomende kleuren en tonen wordt overdreven, zoals te zien is aan de dienaar die achter de geliefden staat. Het witte doek om zijn arm is sterk gemodelleerd ten opzichte van zijn platte, zwarte tuniek. Zijn gele kousen smelten bijna samen met de achtergrond.
Het centrale motief van het schoppende been van een van de broers en de gekantelde stoel verstoren bewust het evenwicht van de compositie. Hetzelfde kan gezegd worden van de overdaad aan uitvoerig uitgewerkte motieven, zoals op het damasten tafelkleed, op de borden, op het behang en op de jurk van Isabella. Dit is ook een kenmerkende werkwijze van de prerafaëlieten.

## Techniek
Op sommige delen van het schilderij is te zien dat Millais op een natte, witte ondergrond werkte, in de geest van de prerafaëlieten. Daarbij werd eerst de witte ondergrond voorbereid, waarbij hij in de laatste laag een beetje oranje of wat kopalvernis door het wit mengde. Nadat de laag grondig was verhard, tekende hij met potlood zeer nauwkeurig de contouren van het deel waaraan hij die dag wilde werken. Voor het actuele schilderen bereidde hij verse witte verf, waaruit hij met absorberend papier zo veel mogelijk olie verwijderde. Daarna voegde hij er opnieuw een druppeltje vernis aan toe. Met het paletmes bracht hij een zeer gelijkmatig laagje van dit wit aan, zodat de tekening er nog vaag doorheen schemerde. In sommige gevallen bracht hij deze verdikte witte verf met een penseel aan op vormen die extra glans nodig hadden. Daarbij gebruikte hij gerectificeerde terpentijn. Over deze natte ondergrond werd met transparante of semi-transparante kleuren geschilderd. De verdunde verf werd heel zacht met marterharen penselen aangebracht, zonder de ondergrond te verstoren. Kleur op kleur glacerend bouwde hij zijn werk op, waardoor het zeer helder bleef. Schilderijen die op deze manier geschilderd werden, zijn niet te retoucheren zonder verlies van die helderheid.

## Receptie
In Fraser's Magazine van juli 1849 kreeg het de minst lovende kritiek. Over het schilderij werd geschreven dat het zich door zijn grote uitmuntendheid van de andere werken onderscheidde. De figuren van de broers waren krachtig en origineel getekend en geschilderd, de kleuren gevoelig en mooi. Toch vond men dat deze jonge kunstenaar, die onmiskenbaar een genie was, de voorkeur gaf aan wat ze 'een valse stijl' noemden. Ze vonden het werk te gekunsteld. De meerderheid van de andere critici sprak zich lovend uit over het werk, hoewel ook een aantal van hen zijn stem niet liet horen. De publieke opinie daarentegen beschouwde Lorenzo and Isabella als een grap, waarvan de absurditeit enkel kon worden overtroffen door het schilderij Rienzi van William Holman Hunt (1827-1910), dat tegelijkertijd werd tentoongesteld. Dit maakte Millais nog vastberadener om achter de principes van de prerafaëlieten te blijven staan.
Het schilderij werd gekocht door drie amateur-handelaars, die het op hun beurt aan de kunstverzamelaar B.G. Windus van Tottenham verkochten. Na een tiental jaar kwam het in het bezit van Ernest Gambart (1814–1902), die het doorverkocht aan Thomas Woolner (1825–1892). Het is nu in het bezit van de Corporation of Liverpool, die het in 1884 op de kunstmarkt aankocht voor £1050.
Isabella (1849) · Christus in het huis van zijn ouders (1850) · Mariana (1851) · Het bruidsmeisje (1851) · De houthakkersdochter (1851) · Ophelia (1851-52) · Een hugenoot (1852) · Herfstbladeren (1856) · Het dal der stilte (1858-1859)